# Jardin Ortholan
Le jardin Ortholan est un jardin public de la ville d'Auch.

## Localisation
Le jardin Ortholan se trouve dans la basse ville d'Auch, chef-lieu du département du Gers en région Occitanie. Il s'étend sur la rive droite du Gers entre les rues Lissagaray, Lafayette, de l'Industrie et l'avenue Hoche, en regard de l'ancien prieuré situé sur l'autre rive et surplombé par la cathédrale.

## Historique
La maison et le jardin sont conçus pour Quentin Ortholan, négociant en vins et spiritueux, et légués à la commune d'Auch par leur propriétaire qui ne souhaite voir personne d'autre occuper la demeure où « avec son épouse, il avait passé des moments si charmants »,. La maison est remplacée par un théâtre de verdure et le jardin est ouvert au public en 1936,. L'ensemble a fait l'objet de travaux de restauration et d'aménagements pour une meilleure accessibilité et pour une meilleure gestion durable en 2015 et 2016,,,.

## Caractéristiques
La conception générale des parties bâties fait référence à l'art nouveau du début du XXe siècle et s'inspire du créateur de la Roseraie de Bagatelle à Paris, le paysagiste Jean-Nicolas Forestier. Le jardin s'étend sur 8 000 m2. On y rencontre différentes ambiances.  
Le théâtre de verdure occupe le nord-ouest du jardin. Le dispositif scénique en béton est constitué d'une scène de plan circulaire surélevée, précédée de six marches encadrées de deux piliers ornés aux armes de la ville et entourée d'une colonnade aux teintes ocre et blanc et aux angles vifs caractéristique de l'Art déco et d'un portique surmontant à l'arrière-scène la porte monumentale s'ouvrant à l'angle des rues Lissagaray et Lafayette. Les gradins en béton et en pierre à l'arrière desquels court un tapis de lierre sont disposés en arcs de cercle concentriques à l'avant de la scène. Des palissades de grands arbres s'appuyaient à l'origine sur les murailles de part et d'autre de la scène.
Un jardin paysager à l'anglaise, planté de grands arbres aux essences remarquables, micocouliers, magnolias... qui abritent, à l'angle de la rue Lissagaray et de l'avenue Hoche, un jardin d’enfants de 1 200 m2, occupe l'espace le long de la rue de l'Industrie. Une stèle érigée en 1903 en l'honneur de Prosper-Olivier Lissagaray, fondateur à Auch de L'Avenir, journal démocratique du Gers, et une stèle surmontée d'un buste du poète gascon né à Saint-Clar, Jean-Géraud d'Astros, encadrent l'entrée du jardin d'enfants. 
L'espace central, d'inspiration hispano-mauresque, fait référence aux jardins de l'Alhambra de Grenade, avec des bassins en alignements et des jeux d'eau ponctués par une fontaine centrale.
Le jardin est entretenu sans pesticide, de nombreuses action de l’agenda 21 local y sont développées comme le désherbage alternatif, les pratiques économes en eau, les méthodes culturales adaptées et durables, le tout concourant à une meilleure biodiversité. Les bassins et le jardin sont les hôtes d’amphibiens assez rares en milieu urbain, comme les Alytes obstetricans ou crapauds accoucheurs nommés cuques en gascon par les anciens,.

## Galerie

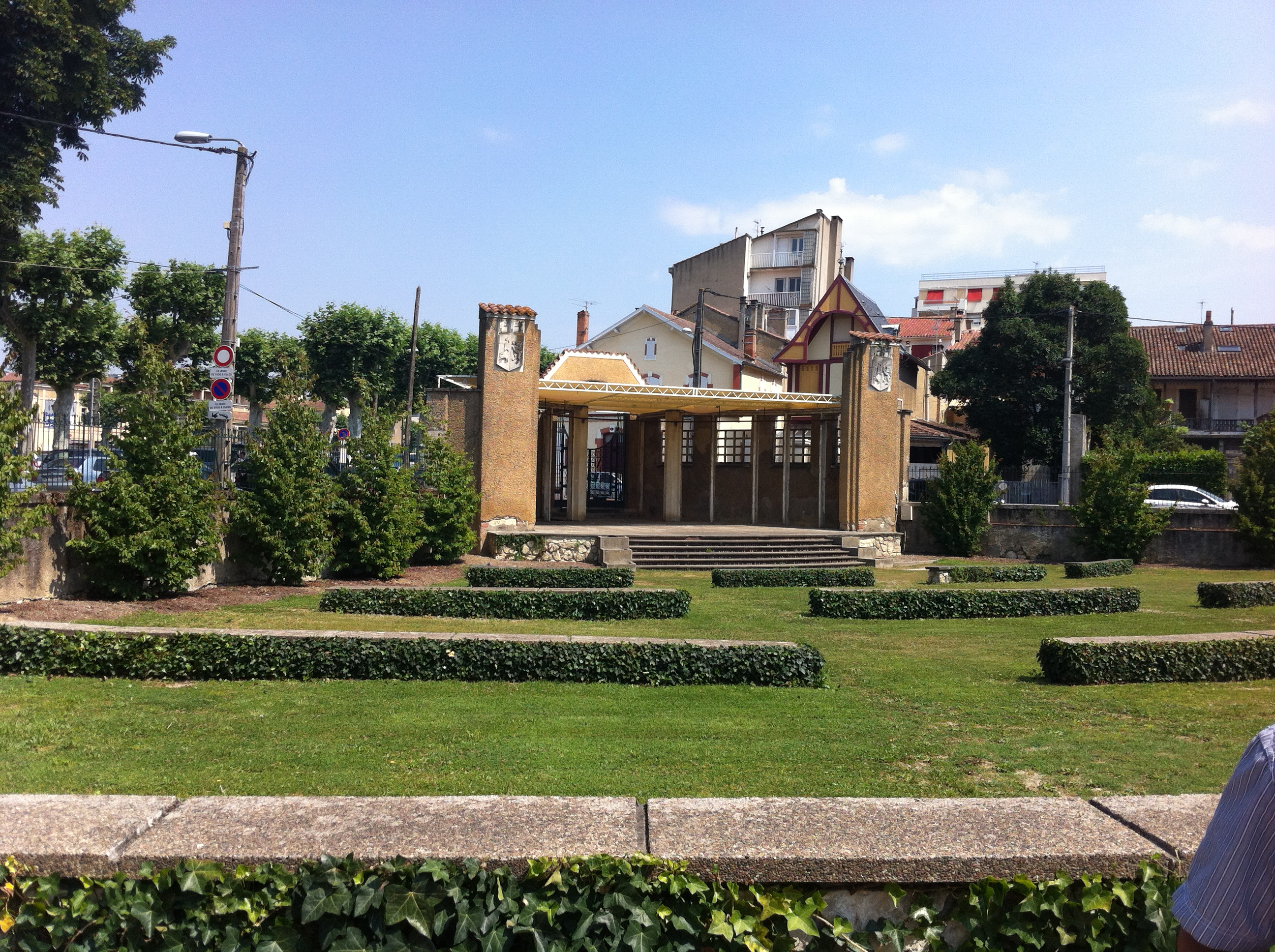
Théâtre de verdure
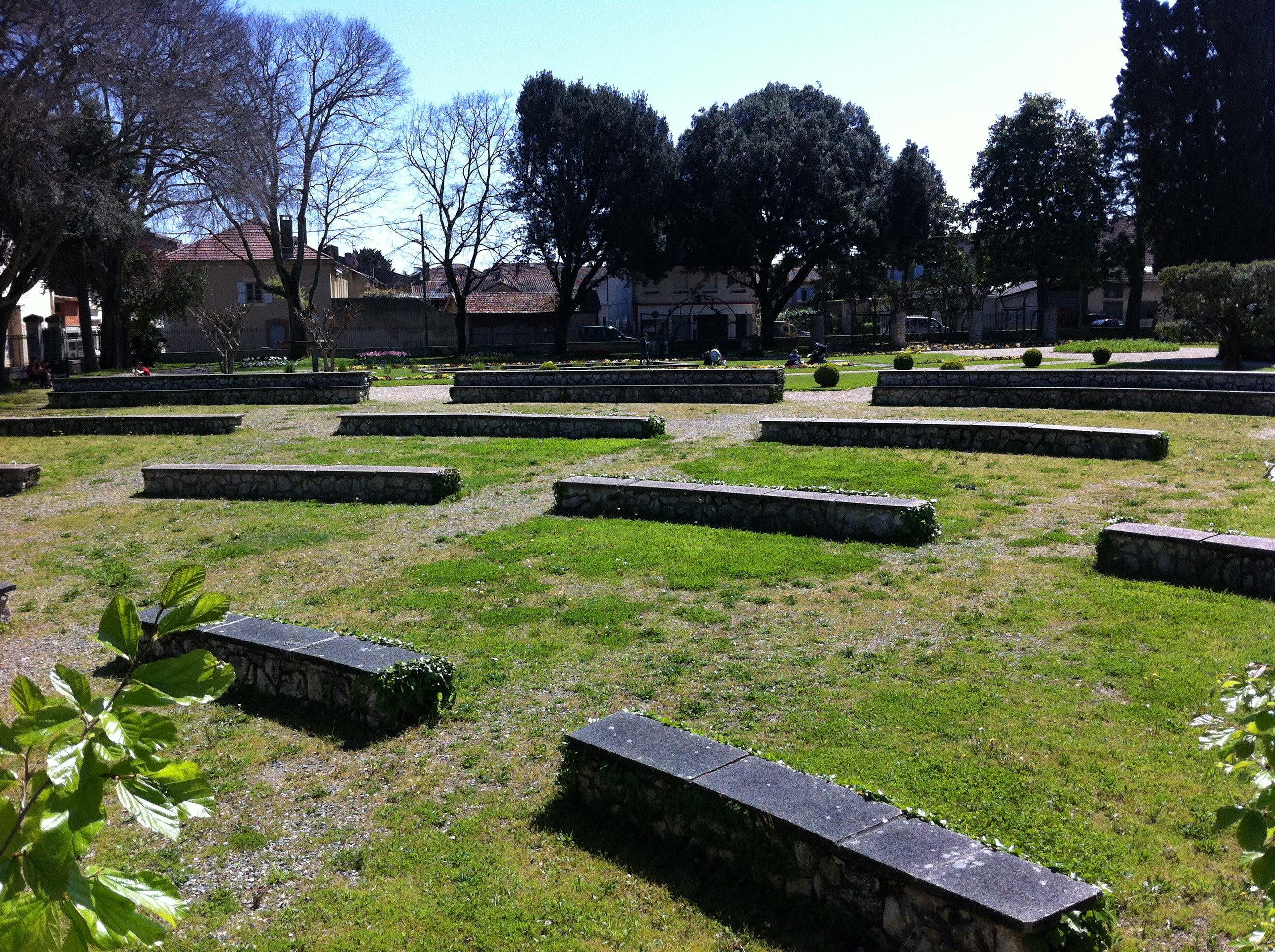
Gradins du théâtre
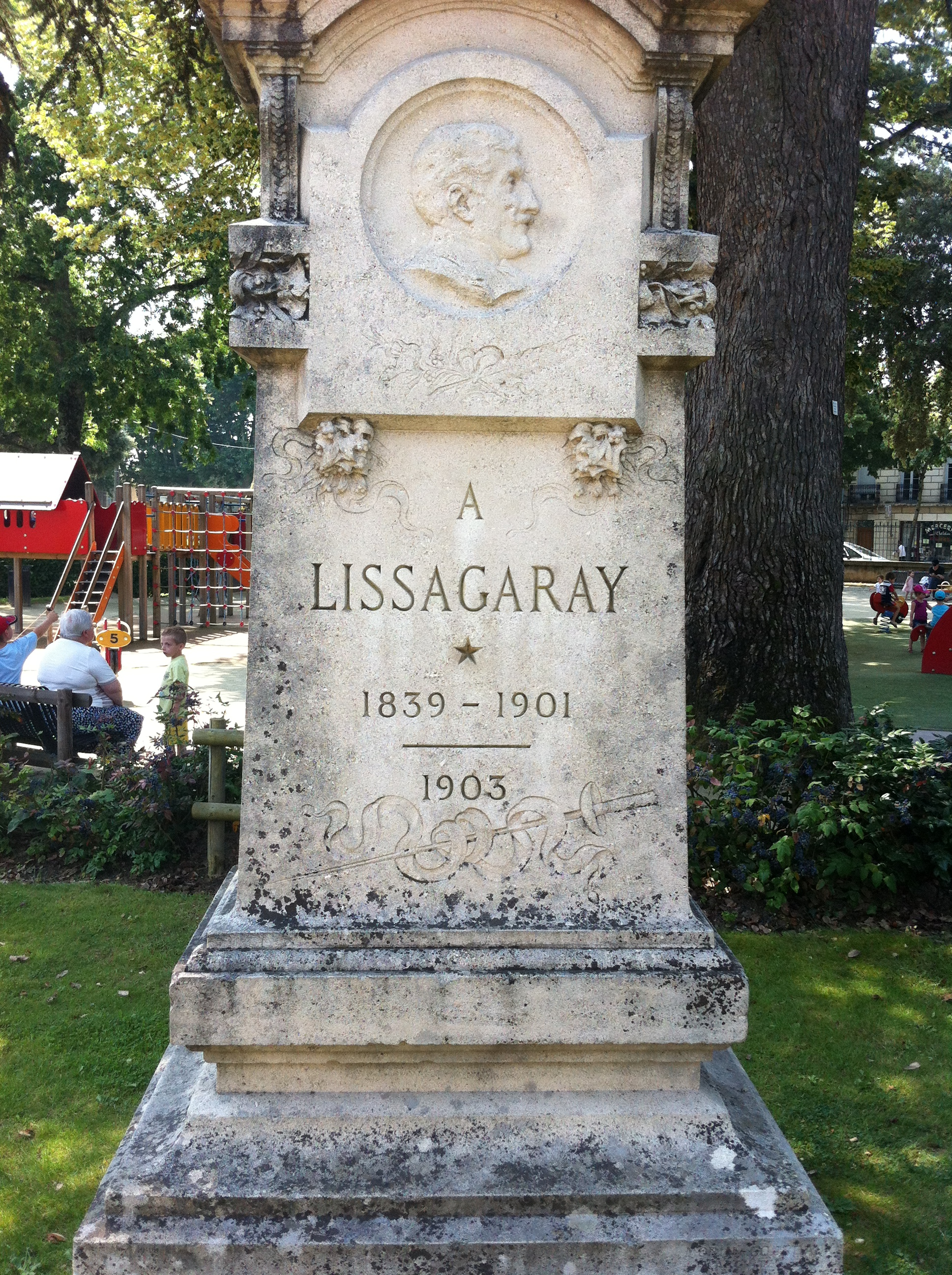
Stèle Lissagaray
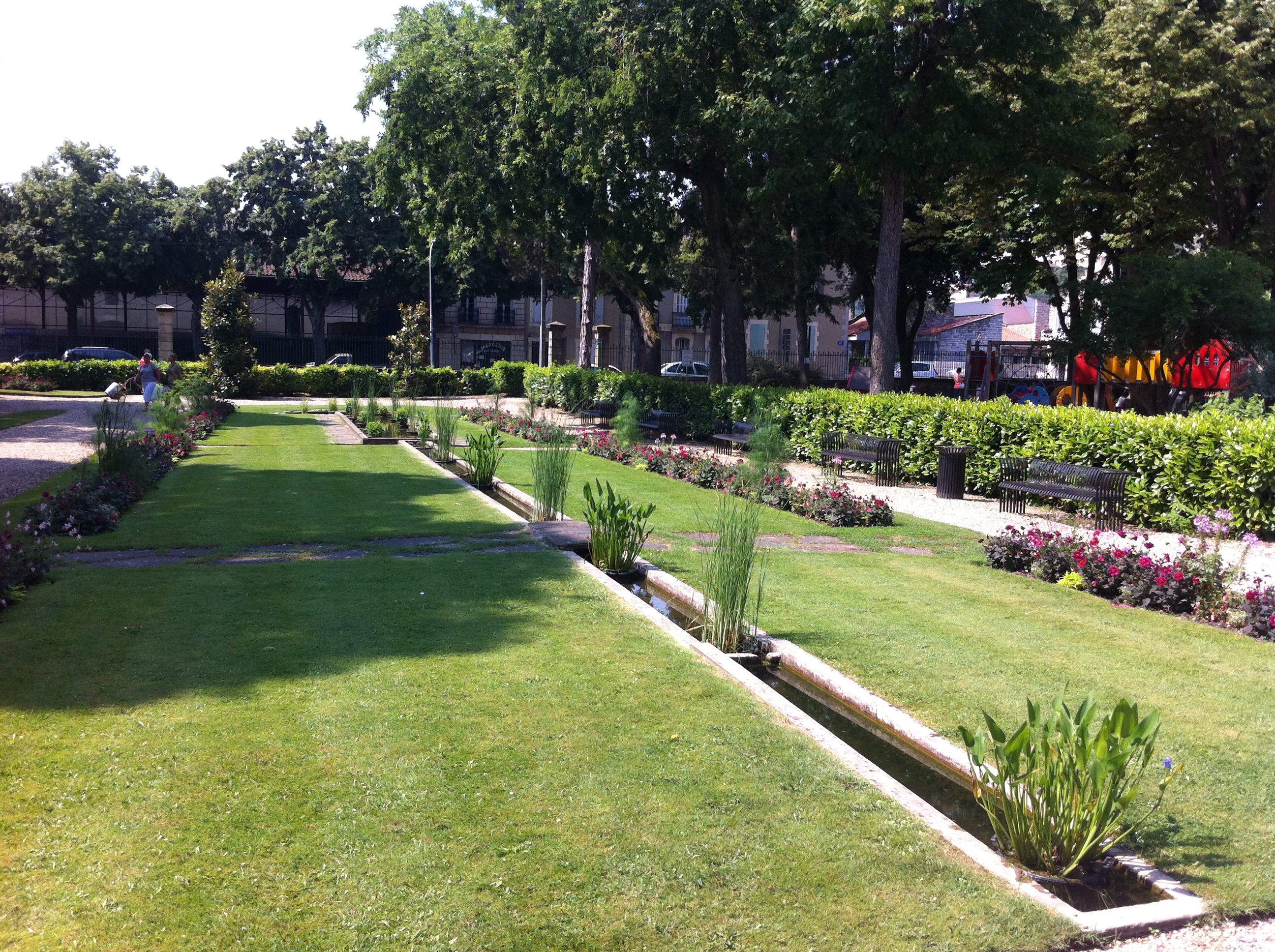
Jeux d'eau
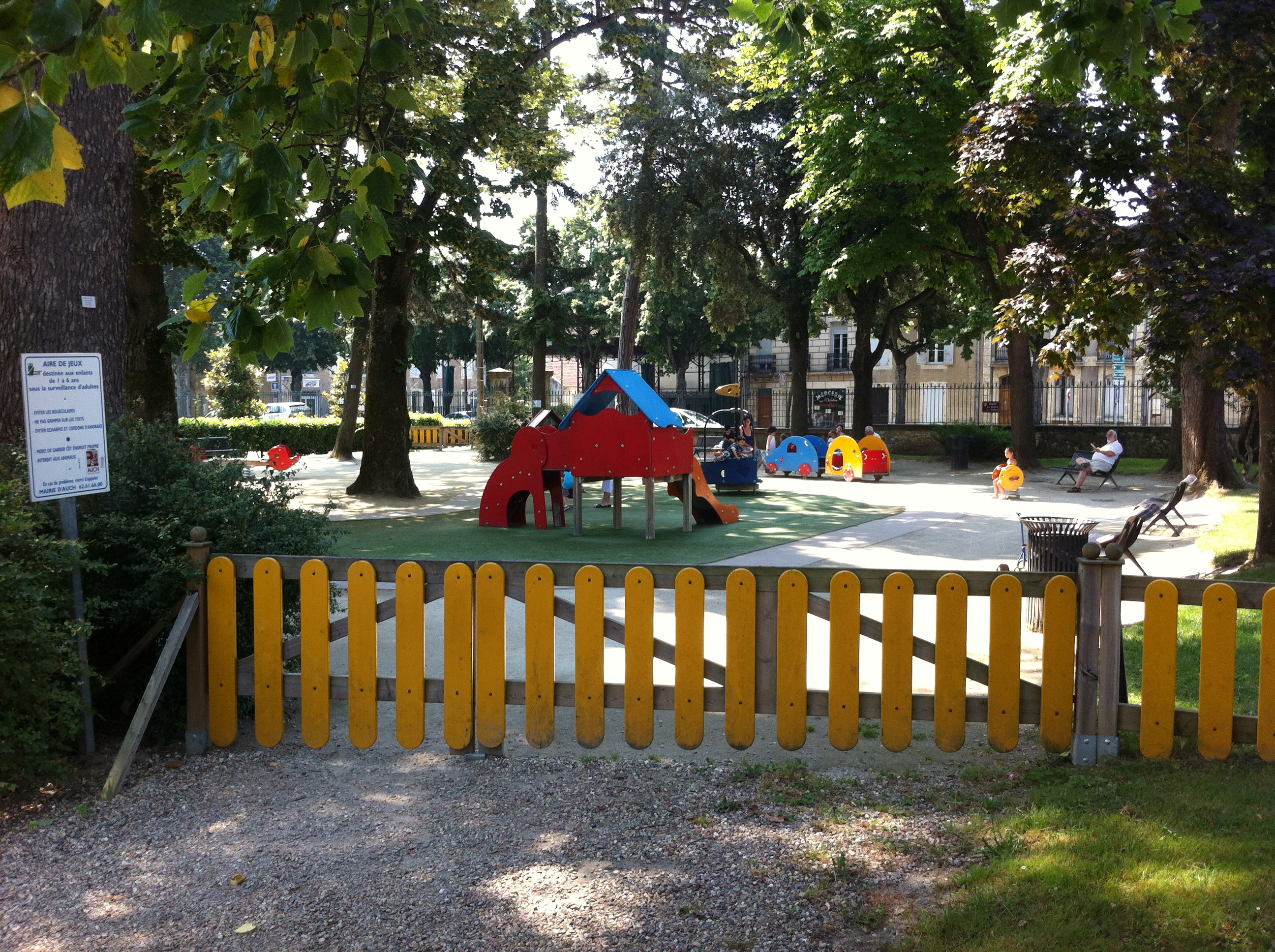
Aire de jeux